# Peter Vidmar
Peter Vidmar (n. 3 iunie 1961, Los Angeles, California, SUA) este un gimnast artistic ce a reprezentat Statele Unite ale Americii, medaliat olimpic. A participat la o ediție a Jocurilor Olimpice (1984) în care a câștigat două medalii de aur și o medalie de argint.